# Ріроріро мангровий
Ріроріро мангровий (Gerygone levigaster) — вид горобцеподібних птахів родини шиподзьобових (Acanthizidae). Мешкає в Австралії і на Нової Гвінеї.

## Опис
Довжина птаха становить 9-11 см, вага 6 г. Забарвлення мангрового ріроріро майже повністю сіре, нижня частина тіла світло-сіра. Над очима помітні білі "брови". Дзьоб і лапи чорні, райдужка червона. Представники підвиду G. l. pallida мають коричнюватий відтінок, представники підвиду G. l. cantator більші за розмірами.

## Підвиди
Виділяють три підвиди:
- G. l. pallida Finsch, 1898 (південне узбережжя Нової Гвінеї);
- G. l. levigaster Gould, 1843 (північно-східне узбережжя Австралії);
- G. l. cantator (Weatherill, 1908) (північно-західне узбережжя Австралії).

## Поширення і екологія
Мангрові ріроріро мешкають на південному узбережжі Нової Гвінеї і на північному узбережжі Австралії. Вони живуть здебільшого в мангрових лісах, а також в сусідніх лісах і лісових масивах. Цей вид мігрує з мангрових лісів в сусідні ліси в пошуках корму, особливо в період розмноження. В Кімберлі , де ареал мангрового ріроріро перетинається з ареалом великодзьобого ріроріро, мангровий ріроріро фактично витіснений з мангрових лісів і мешкає в чагарниках і заростях акації.

## Раціон
Мангровий ріроріро харчується здебільшого комахами. Він ловить їх в кронах дерев і серед мангрових заростей. Іноді він шукає здобич в змішаних зграях, до яких також можуть входити окулярники, медолюбові і віялохвістки.

## Розмноження
Мангрові ріроріро можуть розмножуватися впродовж всього року, однак найчастіше роблять це навесні-влітку на північному сході Австралії та в сухий сезон на півночі. Гніздо куполоподібне, овальне, підвішене серед мангрових заростей. В кладці 2-3 яйця, інкубаційний період триває 14-17 днів. Пташенята залишаються в гнізді ще 14-17 днів.
Мангрові ріроріро є жертвою гніздового паразитизму з боку зеленоголових дідриків.